# Speonemobius punctifrons
Speonemobius punctifrons är en insektsart som beskrevs av Lucien Chopard 1969. Speonemobius punctifrons ingår i släktet Speonemobius och familjen syrsor. Inga underarter finns listade i Catalogue of Life.